# SKA Minsk
Lo Sportiwny Klub Armii Minsk (SKA Minsk) è una squadra di pallamano maschile bielorussa, con sede a Minsk.

## Palmarès

### Trofei nazionali
- Campionato di pallamano dell'Unione Sovietica: 6
1981, 1984, 1985, 1986, 1988, 1989.

- Campionato di pallamano della Bielorussia: 10
1993, 1994, 1995, 1996, 1997, 1998, 1999, 2000, 2001, 2002.

- Coppa nazionale di pallamano dell'Unione Sovietica: 3
1980, 1981, 1982.

- Coppa di Bielorussia: 7
1998, 1999, 2000, 2001, 2006, 2012, 2019

### Trofei internazionali
- Champions League: 3
1986-87, 1988-89, 1989-90.

- Coppa delle Coppe: 2
1982-83, 1987-88.

- EHF Challange Cup: 1
2012-13

- Baltic League: 3
2013, 2014, 2015